# 酒井玲佳
酒井 玲佳（さかい れいか、1984年〈昭和59年〉4月10日 - ）は、大阪府出身の元プロボウリング選手。JPBA33期生、ライセンスNo.351。C-BIC所属。父はプロボウリング選手の酒井武雄、姉も同じくプロボウリング選手の酒井美佳。

## 経歴
小学生のころから父の手ほどきを受け、プロボウラーを目指す。18歳(高校三年生)でプロテストの合格してデビュー。ライセンス返上。

## 人物
- 左利きであるが、ボウリングは右投げである。
- 姉同様「ボウリング革命 P★League」に第12戦まで出場していた。最高順位は4位。第10戦では姉妹対決も実現。同番組内でのキャッチフレーズはミステリアス・ヴィーナス。